# Bedotia albomarginata
Bedotia albomarginata is een straalvinnige vissensoort uit de familie van de bedotia's (Bedotiidae). De wetenschappelijke naam van de soort is voor het eerst geldig gepubliceerd in 2005 door Sparks & Rush.
De soort is endemisch in Madagaskar, waar hij voorkomt in het stroomgebied van de rivieren Mananara en Sahapindra.